# Aéroport de Chōfu
L'aéroport de Chōfu (調布飛行場, Chōfu hikōjō) (code IATA : RJTF) est un aéroport situé à Chōfu, dans la métropole de Tokyo, au Japon. Il est exploité par le Bureau du gouvernement métropolitain de Tokyo de Port and Harbor.

## Histoire
Les plans de l’aérodrome de Chōfu ont été faits en 1938. La construction a commencé en 1939 et l’aéroport a ouvert ses portes en 1941. Il avait deux pistes, l’une de 1000 mètres et l’autre de 675 mètres. Bien qu’il ait été envisagé à l’origine comme un aéroport public, avec le début de la Seconde Guerre mondiale, il a été exclusivement utilisé par l’Imperial Japanese Army Air Service. L’aérodrome a accueilli des chasseurs Kawasaki Ki-61 Hien utilisés pour la défense aérienne contre les bombardements du Boeing B-29 Superfortress par les Forces aériennes de l’armée américaine (USAAF).
En 1944, un certain nombre de hangars en béton ont été construits pour protéger l’avion contre les attaques aériennes. Deux d’entre eux sont conservés dans ce qui est maintenant un petit parc à l’est de l’aéroport actuel.
Occupé après la guerre par les forces américaines, l’aérodrome a été brièvement utilisé comme base pour lockheed F-5 Lightning photo-reconnaissance des 6e et 71e groupes de reconnaissance à partir de la fin septembre 1945, cartographiant l’étendue des dégâts en temps de guerre au-dessus de Honshū. Les vols cartographiques prit fin en janvier 1946, mettant fin à l’utilisation militaire opérationnelle par les Américains. L’USAAF ne voyait pas la nécessité de l’installation, surtout compte tenu de sa proximité avec la zone urbaine densément peuplée. Il a été remis au gouvernement d’occupation en 1946.
L’aérodrome de Chofu a été rendu au gouvernement japonais en 1972 dans le cadre du plan de consolidation de la plaine de Kanto, en vertu duquel plusieurs installations militaires américaines dans la région du Grand Tokyo ont été retournées au Japon en échange de la modernisation de la base aérienne de Yokota, dans l’ouest de Tokyo. Le complexe de logements militaires Kanto Mura, situé à proximité, a été renvoyé au Japon en 1974. Le service aérien commercial public a commencé en 1979 avec des vols vers Niijima.

## Compagnies aériennes et destinations
| Compagnies             | Destinations |
| ---------------------- | ------------ |
| New Central Airservice | Ōshima       |

## Statistiques
Le graphique qui aurait dû être présenté ici ne peut pas être affiché car il utilise l'ancienne extension Graph, désactivée pour des questions de sécurité. Des indications pour créer un nouveau graphique avec la nouvelle extension Chart sont disponibles ici.

Voir la requête brute et les sources sur Wikidata.

## Accès

### Route

#### Chōfu Hikōjō
| Nom                                         | Via                                                 | Destination           | Compagnie  | Note                                                                                         |
| ------------------------------------------- | --------------------------------------------------- | --------------------- | ---------- | -------------------------------------------------------------------------------------------- |
| 調40                                        | Université d'électro-communication                  | Gare de Chōfu         | Odakyu Bus | 1～2/1h                                                                                      |
| 調32                                        | Fuji-Jūkō mae（International Christian University） | Gare de Musashi-Sakai | Odakyu Bus | Fonctionne uniquement à minuit et un service                                                 |
| 鷹51                                        | Fuji-Jūkō mae（International Christian University） | Gare de Mitaka        | Odakyu Bus | Fonctionne seulement le matin et trois services                                              |
| 鷹58                                        | Fuji-Jūkō mae（International Christian University） | Gare de Mitaka        | Odakyu Bus | Fonctionne uniquement dans l’après-midi et deux services                                     |
| Autobus communautaire de la ville de Mitaka | Hôpital Université Kyorin                           | Gare de Mitakadai     | Odakyu Bus | un service/1h, il y a le rabais de connexion qui vont par Gare de Mitakadai à Gare de Mitaka |

En outre, les passagers qui vont à l’aéroport de Chofu peuvent également descendre du « Centre communautaire d’Osawa ».

#### Osawa Community Center
| Nom  | Via                                                 | Destination             | Compagnie  | Note |
| ---- | --------------------------------------------------- | ----------------------- | ---------- | ---- |
| 境91 | Gare de Chōfu・Gare de Kokuryō                      | Gare de Komae           | Odakyu Bus |      |
| 境91 | Fuji-Jūkō mae（International Christian University） | Gare de Musashi-Sakai   | Odakyu Bus |      |
| 武91 | Cimetière de Tama                                   | Gare de Musashi-Koganei | Keio Bus   |      |
| 武91 | Kamiishihara（Gare de Nishi-Chōfu）                 | Gare de Chōfu Station   | Keio Bus   |      |